# Салерн (кантон)
Салерн (фр. Salernes) — упразднённый кантон на юго-востоке Франции, в регионе Прованс — Альпы — Лазурный Берег (департамент — Вар, округ — Драгиньян).

## Состав кантона
До марта 2015 года включал в себя 3 коммуны, площадь кантона — 88,67 км², население — 5 460 человек (2010), плотность населения — 61,58 чел/км².
| Коммуна  | Французское название | Площадь, км² | Население, чел. (2012) | Плотность, чел/км² |
| -------- | -------------------- | ------------ | ---------------------- | ------------------ |
| Вилькроз | Villecroze           | 20,68        | 1 349                  | 65                 |
| Салерн   | Salernes             | 39,3         | 3 764                  | 96                 |
| Туртур   | Tourtour             | 28,69        | 593                    | 21                 |

29 марта 2015 года кантон официально упразднён согласно директиве от 27 февраля 2014, а коммуны вошли в состав вновь созданного кантона Флейоск.